# 1995-ös magyar fedett pályás atlétikai bajnokság
Az 1995-ös magyar fedett pályás atlétikai bajnokság a 22. bajnokság volt. A váltóversenyeket a Budapest Sportcsarnokban rendezték meg január 28-án. A többpróba bajnokságot február 3-4-én tartották az Olimpiai Csarnokban. február 4-én a Budapest Sportcsarnok körfolyosóján bonyolították le a gyaloglást. A férfiak 35 és a nők 20 km-es versenye nem hivatalos magyar bajnokság  volt.
Férfi magasugrásban az eredetileg második Somogyi Jánosnak (BEAC) az eredményét az IAAF 60/2. b (i) szabálya alapján törölték.

## Eredmények

### Férfiak
| Versenyszám                               | Arany                                                            | Arany   | Ezüst                            | Ezüst   | Bronz                                                      | Bronz   |
| ----------------------------------------- | ---------------------------------------------------------------- | ------- | -------------------------------- | ------- | ---------------------------------------------------------- | ------- |
| 60 m                                      | Karaffa László Bp. Honvéd                                        | 6,81    | Dobos Gábor Bp. Honvéd           | 6,84    | Makláry Szabolcs Bp. Honvéd                                | 6,93    |
| 200 m                                     | Sámi István Debreceni MTE                                        | 21,92   | Molnár Tamás Nyíregyházi VSC     | 21,98   | Kiss Gábor Zalaegerszegi AC                                | 22,06   |
| 400 m                                     | Somfai Dávid TFSE                                                | 48,00   | Kiss Gábor Zalaegerszegi AC      | 49,01   | Kelemen Sándor Csepel                                      | 49,67   |
| 800 m                                     | Somfai Dávid TFSE                                                | 1:53,52 | Besnyi Attila Alba Regia AK      | 1:54,69 | Gyimes Zsolt TFSE                                          | 1:54,92 |
| 1500 m                                    | Povázsay László Bp. Spartacus                                    | 4:03,78 | Nagy István Újpesti TE           | 4:04,63 | Szabó Péter VEDAC                                          | 4:04,70 |
| 3000 m                                    | Kliszek Tamás Újpesti TE                                         | 8:23,47 | Benyőcs Gergely Tatabányai SC    | 8:27,14 | Rosta Gergely Vasas                                        | 8:30,10 |
| 4 × 400 m                                 | Bella Attila Both Vilmos Kiss Gábor Tóth László Zalaegerszegi AC | 3:16,86 | VEDAC                            | 3:22,32 | KSI                                                        | 3:22,50 |
| 60 m gát                                  | Tomásovics Zoltán TFSE                                           | 7,90    | Csillag Levente Újpesti TE       | 7,93    | Munkácsi Sándor Újpesti TE                                 | 7,96    |
| 35 km gyaloglás (Nem hivatalos bajnokság) | Urbanik Sándor Békéscsabai AC                                    | 2:33:40 | Leczki Ervin Békéscsabai AC      | 2:46:32 | Lengyel Gábor Szegedi TE                                   | 2:47:43 |
| magasugrás                                | Kovács István Szolnoki MÁV                                       | 218 cm  | Deutsch Péter BEAC               | 210 cm  | Szabó Tamás Debreceni SISzalay Attila TFSEVass Zoltán TFSE | 200 cm  |
| rúdugrás                                  | Molnár Gábor Bp. Honvéd                                          | 515 cm  | Kovács Ákos BEAC                 | 490 cm  | Kurucz Gábor Bp. HonvédKürtösi Zsolt TFSE                  | 470 cm  |
| távolugrás                                | Makó György Debreceni MTE                                        | 767 cm  | Marik Balázs Testvériség         | 766 cm  | Czingler Zsolt Újpesti TE                                  | 758 cm  |
| hármasugrás                               | Czingler Zsolt Újpesti TE                                        | 16,73 m | Janovszky Zoltán Ferencvárosi TC | 16,00 m | Földessy Csaba Ferencvárosi TC                             | 15,62 m |
| súlylökés                                 | Pénzes Tamás Kaposvári Favorit                                   | 18,50 m | Kóczián Jenő Újpesti TE          | 18,28 m | Bogáthy Tamás Pécsi AC                                     | 16,35 m |
| hétpróba                                  | Kürtösi Zsolt TFSE                                               | 5880    | Váczi Márk Diósgyőri AC          | 5225    | Szalay Attila TFSE                                         | 5123    |

### Nők
| Versenyszám                               | Arany                                                                    | Arany   | Ezüst                                                              | Ezüst   | Bronz                      | Bronz    |
| ----------------------------------------- | ------------------------------------------------------------------------ | ------- | ------------------------------------------------------------------ | ------- | -------------------------- | -------- |
| 60 m                                      | Barati Éva Bp. Honvéd                                                    | 7,30    | Vaszi Tünde Bp. Honvéd                                             | 7,52    | Soós Csilla SSI            | 7,67     |
| 200 m                                     | Barati Éva Bp. Honvéd                                                    | 24,63   | Mádai Mónika Zalaegerszegi AC                                      | 24,94   | Bartha Beáta Debreceni MTE | 25,21    |
| 400 m                                     | Mádai Mónika Zalaegerszegi AC                                            | 55,76   | Bori Annamária MTK                                                 | 55,86   | Dóczi Orsolya Újpesti TE   | 56,11    |
| 800 m                                     | Mészáros Krisztina Bp. Honvéd                                            | 2:10,12 | Varga Judit Haladás VSE                                            | 2:10,55 | Urr Anita MTK              | 2:10,81  |
| 1500 m                                    | Dóczi Éva VEDAC                                                          | 4:25,69 | Barta Viktória Csepel                                              | 4:29,44 | Tusai Brigitta Csepel      | 4:32,41  |
| 3000 m                                    | Dóczi Éva VEDAC                                                          | 9:25,23 | Torma Angelika Kaposvári Építők                                    | 9:53,68 | Stupián Mónika VEDAC       | 10:05,05 |
| 4 × 400 m                                 | Kalamár Andrea Gróf Andrea Balázsic Renáta Mádai Mónika Zalaegerszegi AC | 3:51,94 | El-Zein Viktória Erdős Zsuzsa Szabó Anikó Csalagovits Andrea VEDAC | 3:55,59 | Pécsi AC                   | 3:59,35  |
| 60 m gát                                  | Bálint Zita Csepel                                                       | 8,41    | Kalamár Andrea Micro                                               | 8,48    | Ajkler Zita SKDASE         | 8,63     |
| 20 km gyaloglás (Nem hivatalos bajnokság) | Szebenszky Anikó Debreceni MTE                                           | 1:32:59 | Rosza Mária Békéscsabai AC                                         | 1:38:54 | Pesti Mónika Szegedi TE    | 1:40,47  |
| magasugrás                                | Fazekas Erzsébet Mátyásföldi LTC                                         | 185 cm  | Győrffy Dóra BEAC                                                  | 182 cm  | Appelt Orsolya ERDÉRT      | 178 cm   |
| rúdugrás                                  | Czemel Krisztina TFSE                                                    | 310 cm  | Németh Krisztina Újpesti TE                                        | 300 cm  | Donáth Katalin Újpesti TE  | 300 cm   |
| távolugrás                                | Vaszi Tünde Bp. Honvéd                                                   | 645 cm  | Ajkler Zita SKDASE                                                 | 608 cm  | Szemerédi Eszter KSI       | 575 cm   |
| hármasugrás                               | Medovárszky Éva Kecskeméti SC                                            | 12,83 m | Fekete Ildikó Debreceni MTE                                        | 12,72 m | Szála Anett TFSE           | 12,59 m  |
| súlylökés                                 | Dívós Katalin Szombathelyi AC'93                                         | 14,98 m | Kovács Réka Kaposvári Építők                                       | 13,85 m | Kürti Éva Nyíregyházi VSC  | 13,80 m  |
| ötpróba                                   | Kiss Enikő Pécsi AC                                                      | 3776    | Csalagovits Andrea VEDAC                                           | 3681    | Ajkler Zita SKDASE         | 3653     |